# Dioscorea warburgiana
Dioscorea warburgiana är en enhjärtbladig växtart som beskrevs av Edwin Burton Uline, David Prain och Isaac Henry Burkill. Dioscorea warburgiana ingår i släktet Dioscorea och familjen Dioscoreaceae. Inga underarter finns listade i Catalogue of Life.